# Keep Yourself Alive
"Keep Yourself Alive" je prvi singl britanskog rock sastava "Queen" koji je napisao i skladao gitarist Brian May. Singl je objavljen 6. srpnja 1973. godine, a na njegovoj "B" strani se nalazi pjesma "Son and Daughter" koju je također napisao May. Pjesma je objavljena na njihovom debitantskom albumu "Queen" iz 1973. godine i nastala je prije nego što se sastavu pridružio basist John Deacon.
Pjesma je prvi i jedini singl sastava koji se nije uspio plasirati na top ljestvice, ali unatoč tome postala je prvi "klasik" sastava kojeg su redovito izvodili na svim koncertima u svojih prvih deset godina postojanja i jedna je od njihovih najžešćih i najpoznatijih skladbi.
Sredinom osamdesetih je ponovno vraćena u koncertni repertoar kao dio medleya zajedno s ostalim ranim pjesmama.
Stihovi skladbe govore o iskustvima, problemima i životu mladih sastava na putu prema slavi i komercijalnom proboju. Promotivni film za pjesmu je snimljen tijekom probe u "De Lane Lea" studiju i jedan je od prvih spotova ikad napravljenih, a objavljen je na bonus dvd-u njihove video kompilacije "Greatest Video Hits 1". Pjesma je 1991. godine objavljena na "B" strani singla "The Show Must Go On", a 1997. godine objavljena je na kompilaciji "Queen Rocks". Koncertna verzija pjesme se može naći na albumima "At the Beeb", "Live Killers" i "Queen Rock Montreal". Pjesma je također uvrštena na kompilaciji "Harley-Davidson Cycles: Road Songs Vol.2".
Pjesmu je obradio Yngwie Malmsteen na albumu "Dragon Attack: A Tribute To Queen" i izdao je kao singl, dok britanski heavy metal sastav Iron Maiden redovito svira njezin poznati gitaristički riff tijekom izvođenja svog standarda "Sanctuary" kao posvetu skladbi.
Vodeći svjetski glazbeni časopis "Rolling Stone" je 2008. godine pjesmu uvrstio među 100 najboljih gitarističkih skladbi ikad na broj 31. Solo na bubnjevima Rogera Taylora u sredini pjesme se obično smatra kao njegova najbolja odsvirana bubnjarska dionica u diskografiji sastava.

## Vanjske poveznice
- Tekst pjesme "Keep Yourself Alive"  Arhivirana inačica izvorne stranice od 10. prosinca 2008. (Wayback Machine)
- Queenpedia.com "Keep Yourself Alive"